# ارمنستان بزرگ
پادشاهی ارمنستان بزرگ یا هایک بزرگ، شامل پانزده ایالت بود. ارمنستان از لحاظ تاریخی به سه ناحیه تقسیم شده بود: ارمنستان بزرگ، ارمنستان کوچک و ارمنستان جدید. تاریخ ارمنستان بزرگ و کوچک به زمان‌های قدیم مربوط می‌شود و این دو سرزمین مجزا از همدیگر بودند. ارمنستان بزرگ وسیع‌تر از دو منطقه دیگر محسوب می‌شد و شامل پانزده ایالت بود. ارمنستان کوچک یا هایک کوچک در ناحیه غربی ارمنستان بزرگ، در محدوده شمال کاپادوکیه قرار داشت که در شمال شرق آناتولی در محدوده (استان سیواس و استان گوموش‌خانه) امروزی می‌باشد.
ارمنستان جدید به سومین ناحیه تاریخی متعلق است که به سده یازدهم مربوط می‌شود و در جنوب غربی ارمنستان کوچک واقع شده بود که به پادشاهی ارمنی کیلیکیه معروف است.
در سده چهاردهم میلادی نواحی تاریخی ارمنی (ارمنستان کوچک و جدید و بخشهایی از ارمنستان بزرگ) به تصرف عثمانی‌ها درآمد و دولت عثمانی مناطق متصرفی را به شش ولایت تقسیم کرد که امروزه به شش ولایت ارمنی ترکیه معروف است.
نام ارمنستان بزرگ به عنوان نام رسمی پادشاهی ارمنستان در زمان حکومت‌های پی در پی که توسط سه سلسله سلطنتی ایجاد شدند باقی ماند:دودمان اروندی، دودمان آرتاشسی، سلسله اشکانی ارمنستان.
دولتهای مقتدر ارمنی که در سرزمین کوهستانی ارمنستان از ۳۲۱ (پیش از میلاد) تا ۴۲۸ (میلادی) ایجاد شدند.
اولین جمهوری ارمنستان در سده ۲۰ (میلادی) بعد از گذشت چندین سده در بخش کوچکی از ارمنستان بزرگ که تجلی آن دوران باستان در سرزمین کوهستانی ارمنستان بود، در ایروان تشکیل یافت.

## تاریخ
وسعت ارمنستان بزرگ بالغ بر ۲۸۰٬۹۹۸ هزار کیلومتر مربع بود.
ارمنستان قدیم به ۱۵ ایالت تقسیم شده بود که عبارتند از:
- آیرارات (از شرق تا کناره دریاچه سوان از غرب تا کوه آرارات)
- واسپوراکان، پادشاهی واسپوراکان (در محدوده استان وان، دریاچه وان، ترکیه)
- سیونیک (ایالت تاریخی)، (استان سیونیک، ارمنستان)
- آرتساخ، (آرتساخ)
- گوگارک، (در محدوده تاشیر، ارمنستان)
- ارمنستان علیا، (در محدوده یرزنکا و شهر کارین (ارزروم) ترکیه)
- توروبران، (در محدوده مانازکرت، ترکیه)
- آغزنیک، (در محدوده استان باتمان، ترکیه)
- سوفن، (در محدوده استان تونج‌ایلی، ترکیه)
- تایک، (در محدوده استان آرتوین، ترکیه)
- نور شیراکان، (ساحل غربی دریاچه ارومیه، ایران)
- کورچایک، (در محدوده تیگراناکرت، ترکیه)
- موکس، (در محدوده استان وان و استان بتلیس، ترکیه)
- پایتاکاران، (در محدوده بیله‌قان (شهر)، جمهوری آذربایجان)
- اوتیک، (غرب رود کر (قفقاز) در محدوده جنوب گنجه)

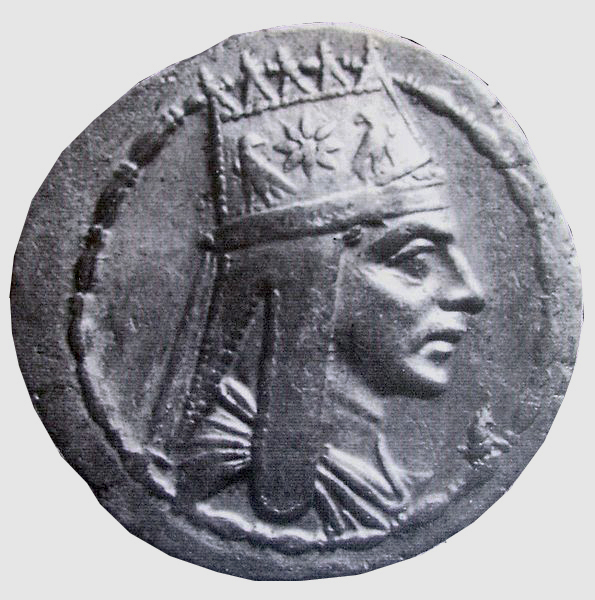
تیگران دوم

حکام ساتراپهای ارمنستان از یک خاندان بوده‌اند که اکثر آنها نام یرواند داشته‌اند. محتمل است که آنان اولاد خاندان‌های پادشاهی بسیار قدیم ارمنستان بوده باشند که یکی از مؤسسان آن، یرواند نام داشته است. از اولین مذاکرات سرداران اسکندر مقدونی به منظور تقسیم سرزمین‌های او نام ارمنستان در فهرست اسامی ممالک فتح شده به دست اسکندر نیامده و ارمنستان با وجود اینکه بخشی از قلمروی شاهنشاهی هخامنشی بود اما با سقوط دولت هخامنشی توانست تمامیت ارضی و استقلال خود را حفظ کند.
بر این اساس، اکثر مورخان ارمنی بر این باورند که پس از فروپاشی سلسلهٔ هخامنشیان یرواند دوم از خاندان یرواندونی، که ساتراپ ایالت ارمنستان در این دوره و از سرداران ارمنی حاضر در نبرد گوگمل بود، خود را پادشاه مستقل ارمنستان بزرگ معرفی کرد.
بعد از شکست آنتیوخوس سوم حاکم ارمنی ارمنستان بزرگ که در سال ۱۹۰ پیش از میلاد بود، همین امر ایجاد و احیای ارمنستان مستقل را تسهیل نمود؛ و آرتاشس یکم از شاهزادگان اروندی (۱۶۰ - ۱۹۰) پیش از میلاد پادشاه ارمنستان شد. او شهری به نام (آرتاکساتا)، آرتاشات در دامنه کوه آرارات بنا کرد که پایتخت آن روز ارمنستان گردید.
در سال‌های ۶۷ تا ۶۳ پیش از میلاد، پومپه سردار رومی، سوریه و ارمنستان را فتح کرده و آخرین پادشاه سلوکیان را از سلطنت عزل می‌نماید. بدین گونه جمهوری روم همسایه پادشاهی اشکانی می‌شود.
پس از آرتاشس یکم دو فرزندش آرتاوازد یکم و تیگران یکم به حکومت رسیدند. در همین زمان در ایران حکومت تازه‌ای به نام پارت روی کار آمده بود. پارت‌ها که با نام اشکانیان هم معروفند از تیره ایرانی بودند. پادشاه اشکانی ایران مهرداد دوم (زندگی: ۱۱۵ پیش از میلاد) تا ۸۸ پیش از میلاد - مرزهای غربی قلمرو خود را تا رود فرات گسترش داد. او با آرداوازد یکم درگیر شد و تیگران برادرزاده شاه ارمنستان را به گروگان برد. وقتی پدرش در سال ۹۵ پیش از میلاد فوت کرد اشکانیان آزادش کردند، ولی او ناگزیر شد به بهای آزادی‌اش از دره‌های مرز جنوبی ارمنستان واقع در منطقه‌ای را که امروزه ارمنستان غربی است به آنان واگذارد. در زمان فرمانروایی تیگران دوم، قلمرو ارمنستان سه برابر گشت و ارمنستان به یکی از نیرومندترین حکومت‌های آن روز تبدیل شد. به همین علت تیگران دوم را در تاریخ تیگران بزرگ می‌نامند.
سلطنت تیرداد یکم (ارمنستان) سرآغاز فرمانروایی سلسله آرساسیدها (یا آرشاکونی‌ها) از نسل و تبار اشکانیان ایران است که مقدر بود به مدتی بیش از سه سده بر ارمنستان حکومت کنند.
از آنجا که استقرار تیرداد بر تخت سلطنت ارمنستان ظاهراً به معنای پایان نفوذ سیاسی رم بر این منطقه و مزیتی برای دشمنش اشکانیان بود رومیان تصمیم گرفتند به ارمنستان حمله کنند و این پادشاه تازه را از آنجا برانند.
در زمان حکومت سلسله اشکانی ارمنستان تحولات جدیدی بوقوع پیوست. به سال ۳۰۱ میلادی مسیحیت را به‌عنوان دین رسمی حکومت خود پذیرفتند، در این هنگام جمعیت آنان به ۴ میلیون نفر بالغ می‌گردید.
پس از فروپاشی پادشاهی سلسله اشکانی ارمنستان ارمنیان با مبارزات خود در برابر ساسانیان و امپراتوری روم شرقی و آنگاه حکومت اعراب توانستند هویت ملی و معنوی-فرهنگی خود را نگهدارند. در ۴۰۵ میلادی الفبای ارمنی اختراع شده باعث استواری هر چه بیشتر فرهنگی و معنوی گردید که در شرایط غیبت حکومت ملی توانست در یکپارچگی آنان سهیم گردد.
در سال ۱۱۴ میلادی فتوحات و لشکرکشی‌های تراژان به سمت شرق آغاز شد. امپراتوری روم علیه دولت اشکانی اعلان جنگ کرد و ارمنستان بزرگ را ضمیمه خاک خود کرد.
پس از پیکار و شورش‌های مردمی در برابر چیرگان خارجی حکومت متحد ارمنیان به‌دست دودمان باگراتونی بنیان نهاده شد. پس از چندی حکومت‌های دیگری نیز تأسیس یافت مانند حکومت آرزرونی که بسال ۱۰۲۱ میلادی به‌دست بیزانس منقرض گردید. در اثر ستم‌های حکومت‌های بیزانس، اعراب و سپس در اثر تاخت و تازهای ترکان سلجوقی ارمنیان بسیاری از سرزمین خود کوچ نموده به کشورهای دیگر رفتند. یکی از مهم‌ترین آنها کیلیکیه در کنار دریای مدیترانه بود و در آنجا آنان توانستند حکومتی مستقل تأسیس نمایند که به حکومت ارمنی کیلیکیه یا ارمنستان کوچک (پادشاهی ارمنی کیلیکیه) شهرت یافت.
در زمان تقویت گرجستان (سده‌های ۱۲ و۱۳ م) بخش‌های شمالی و مرکزی ارمنستان از دست سلجوقیان آزاد شده به سرکردگی سلسله زاکاریان (ارمنستان زاکارید) حکومت ارمنستان احیاء شد. مهاجرت ارمنیان و رکود اقتصادی و فرهنگی آنان در زمان لشکرکشی تاتارها و مغول و تاخت و تازهای تیمور لنگ و طوائف آق قویونلو و قره قویونلو (سده‌های ۱۴ و ۱۵) برای ارمنستان اسفناک بود. در سده ۱۶ ارمنستان تحت سیطره امپراتوری عثمانی و صفویان ایران قرار گرفت.
روسیه تزاری بسال ۱۸۲۸ میلادی ارمنستان شرقی را بتصرف خود درآورد بدین سان ارمنیان در زیر سه حکومت روسیه، ترکیه و ایران قرار گرفتند. عبدالحمید دوم با سیاست ضد ارمنی خود دست به کشتارهای توده‌ای در ارمنستان غربی زده از سال ۱۸۶۰ میلادی تا سال ۱۸۹۴ بیش از ۳۰۰ هزار نفر را قتل‌عام کردند.
مبارزه ارمنیان در رهایی از یوغ حکومت ترکیه و مسئله ارمنی در محافل حکومتی و سیاسی اروپا مطرح شده آنان گهگاه در اثر ضرورت از این مسئله به‌عنوان حربه‌ای در برابر سلطان ترک استفاده نمودند. در سال ۱۹۱۵ حکومت ترکان جوان دست به نخستین نسل‌کشی سده بیستم زده بیش از یک و نیم میلیون ارمنی را در ارمنستان غربی به کام نیستی فرستاد.
از آن دسته از ارمنیان که توانستند از نسل‌کشی ارمنیان نجات یابند (حدود ۳۰۰ هزار نفر) به ارمنستان شرقی و سایر نواحی قفقاز و روسیه رفتند و هزاران نفر دیگر به کشورهای عربی، اروپا، آمریکا و ایران پناه آوردند.
در اثر مبارزات ارمنیان آنان موفق شدند پس از نبرد سارداراباد و قره کلیسا بسال ۱۹۱۸ میلادی پس از پنج سده حکومت خود را احیاء نمایند. در مدت حدود دو سال (اولین جمهوری ارمنستان) در بخش کوچکی از ارمنستان باستان تأسیس شد و از سال ۱۹۲۰ حکومت سوسیالیستی (ارمنستان شوروی) جانشین آن گردید.

## پایتخت‌ها

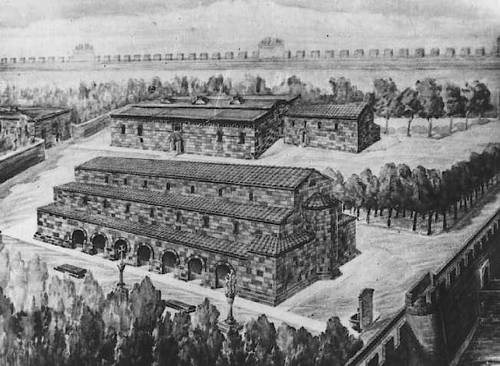
شهری باستانی دوین

- آرماویر (ارمنستان) ۳۲۱ (پیش از میلاد) تا ۳۰۲ (پیش از میلاد)
- یروانداشات پایتخت پادشاه دودمان اروندی، یرواند چهارم ۳۰۲ (پیش از میلاد) تا ۱۸۹ (پیش از میلاد)
- آرتاشات پایتخت پادشاه آرتاشس یکم ۱۸۹ (پیش از میلاد) تا ۷۷ (پیش از میلاد)
- تیگراناکرت پایتخت پادشاه تیگران دوم ۷۷ (پیش از میلاد) تا ۶۹ (پیش از میلاد)
- واغارشاپات ۱۲۰ (میلادی) تا ۳۳۰ (میلادی)
- دوین پایتخت پادشاه، خسرو سوم، سلسله اشکانی ارمنستان ۳۳۶ (میلادی) تا ۴۲۸ (میلادی)
- ایروان ۱۹۱۸م تا به امروز

## مساحت
- ۳۲۱ (پیش از میلاد)، دودمان اروندی، ۴۰۰٬۰۰۰ کیلومتر مربع
- ۶۹ (پیش از میلاد)، دودمان آرتاشسی، ۷۵۰٬۰۰۰ کیلومتر مربع
- ۳۰۱ (میلادی)، سلسله اشکانی ارمنستان، تیرداد سوم ارمنستان، ۳۵۰٬۰۰۰ کیلومتر مربع
- ۴۲۸ (میلادی)، سلسله اشکانی ارمنستان، آرتاشس چهارم، ۱۲۰٬۰۰۰ کیلومتر مربع
- ۱۹۱۸ (میلادی)، اولین جمهوری ارمنستان، ۱۱٬۰۰۰ کیلومتر مربع، ۱۹۱۹م، ۷۰٬۰۰۰ کیلومتر مربع، معاهده سور، ۱۹۲۰ ۱۷۴٬۰۰۰کیلومتر مربع

## نقشه‌ها

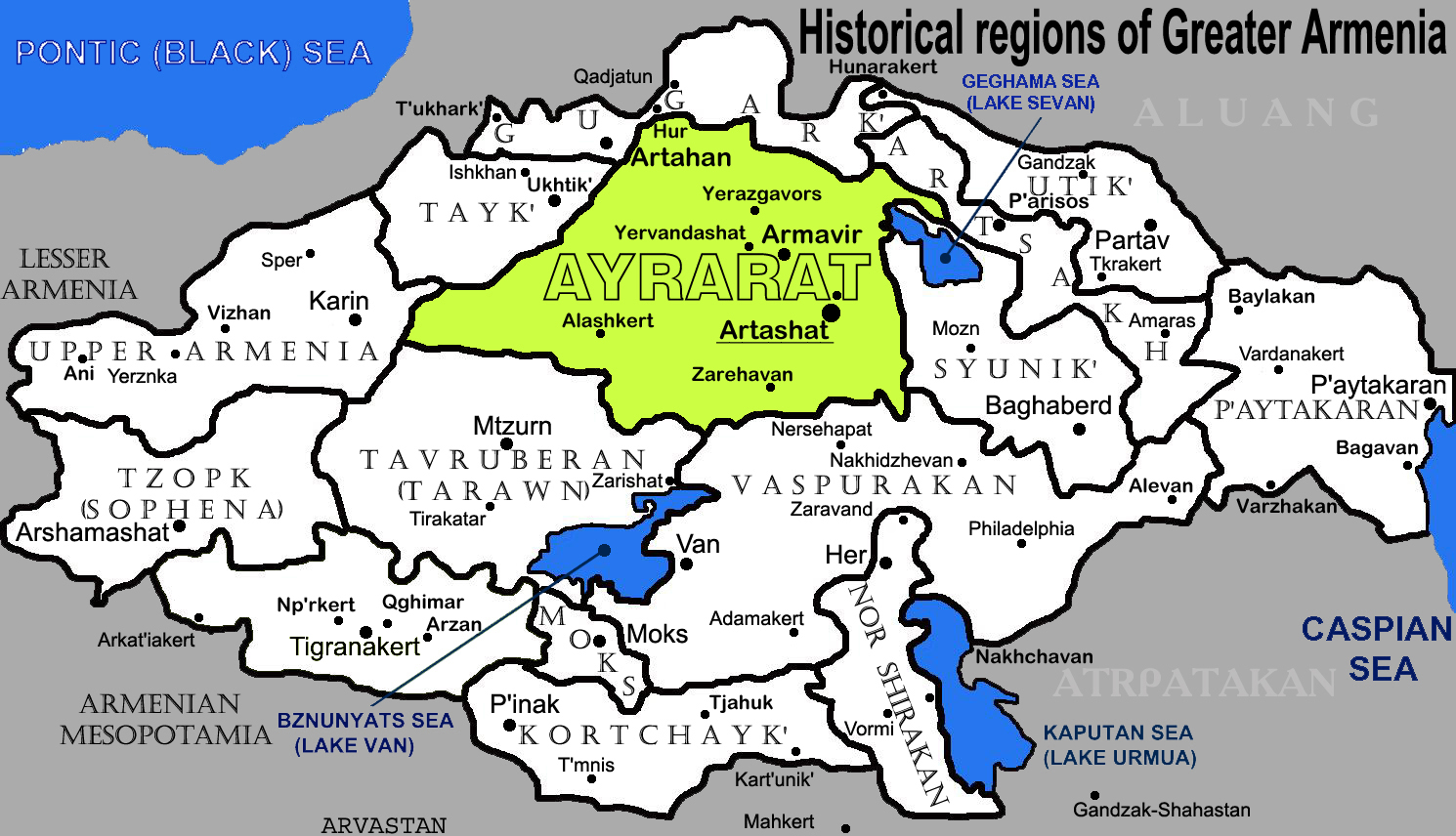
پانزده استان تاریخی ارمنستان بزرگ
ارمنستان در دوران یـِرواندونی‌ها
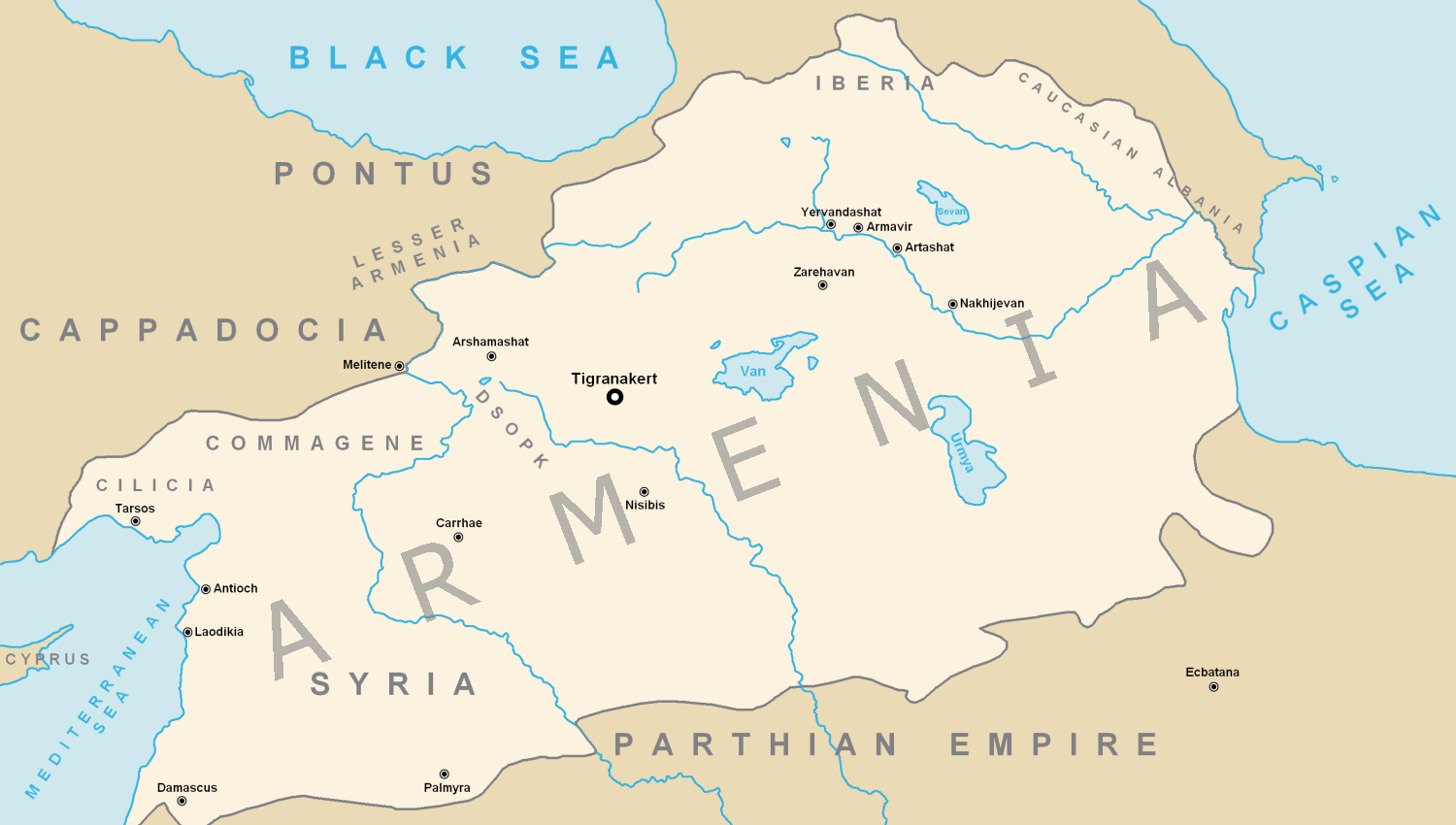
ارمنستان در زمان تیگران دوم
ارمنستان در زمان سلسله اشکانی ارمنستان یا آرشاکونی‌ها
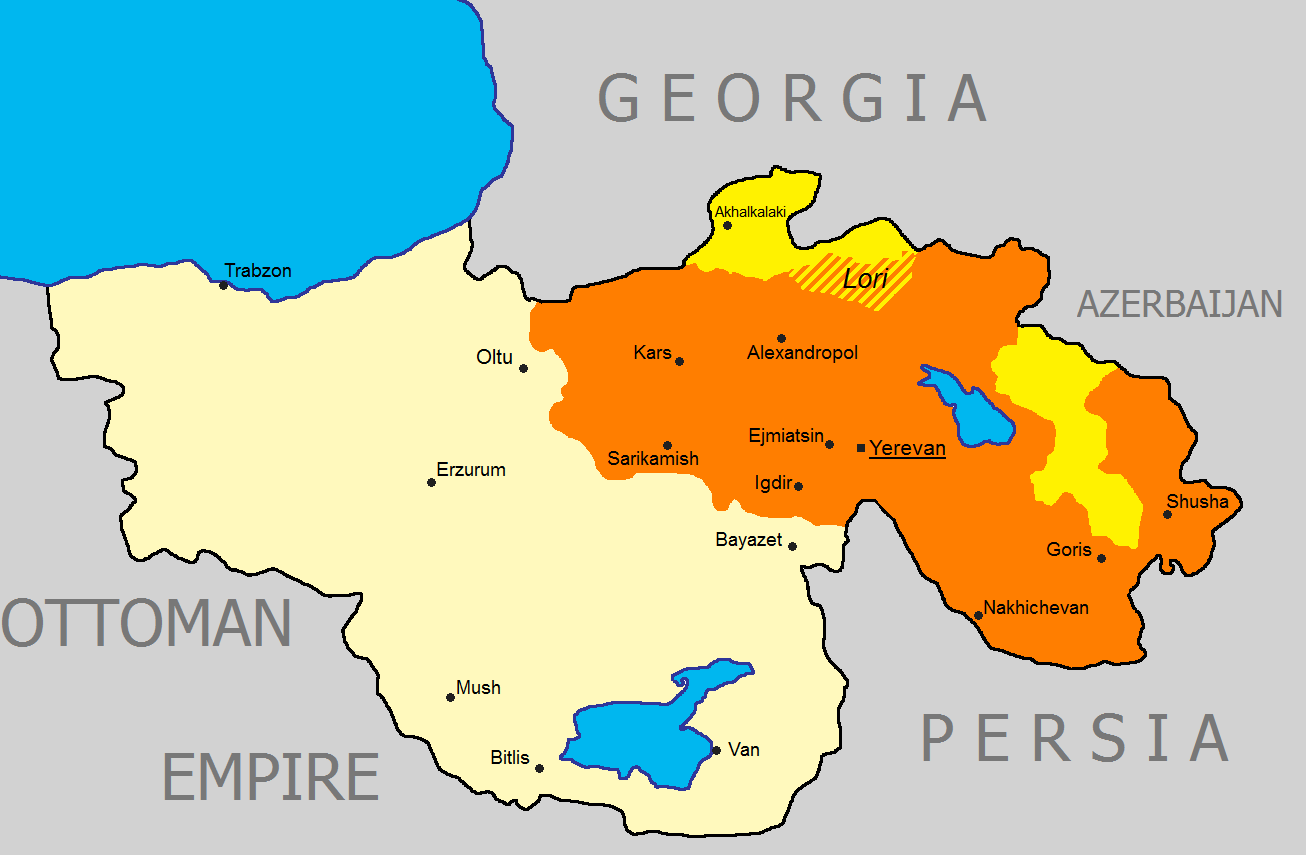
موقعیت جغرافیائی اولین جمهوری ارمنستان (رنگ نارنجی)